# Gonimbrasia parva
Gonimbrasia parva är en fjärilsart som beskrevs av Eugène Louis Bouvier 1930. Gonimbrasia parva ingår i släktet Gonimbrasia och familjen påfågelsspinnare. Inga underarter finns listade i Catalogue of Life.